# Stor-Rasttjärnen
Stor-Rasttjärnen är en sjö i Härjedalens kommun i Härjedalen och ingår i Ljusnans huvudavrinningsområde.